# Öretjärnen (Sundsjö socken, Jämtland)
Öretjärnen är en sjö i Bräcke kommun i Jämtland och ingår i Indalsälvens huvudavrinningsområde.